# 共に生きる明日
共に生きる明日（ともにいきるあした）は、1996年4月4日から1999年4月1日までNHK教育テレビで放送されていたテレビ番組。

## 概要
高齢者介護や障害者の福祉分野を中心に、児童虐待や不登校、在日外国人などをテーマに、「共生」するために何が必要かを考えるドキュメンタリー番組。

## 放送時間
（出典：）
- 1996年度：木曜日 19:20 - 19:50、月曜日 13:00 - 13:00（再放送）
- 1997年度 - 1998年度：木曜日 19:30 - 20:00、月曜日 13:00 - 13:30（再放送）

## 放送リスト
- 1996年4月4日 純子さん ありがとう知的障害の女性とお年寄りたち
- 1996年4月11日 この一日を仲間と薬物依存者たちの日々
- 1996年4月18日 揺れる心在日韓国・朝鮮人・二つの名前の間で
- 1996年4月25日 生命を選べますか?新たな胎児診断システムの波紋
- 1996年5月2日 鍵をはずそう いっしょに暮らそう痴ほう老人・ある特養ホームの試み
- 1996年5月9日 家族の気持ちによりそって新生児集中治療の現場から
- 1996年5月16日 パソコンネットは未来を開くか在宅障害者の働く場作り
- 1996年5月23日 指文字に絆を託して 盲ろうの女性と家族の記録
- 1996年5月30日 下町の老いを支えたい 東京・亀有
- 1996年6月6日 ドキドキ子育て日記 筋ジストロフィー・嶋崎とし子
- 1996年6月13日 絵手紙に幸せを託して 自閉症・鈴木伸明
- 1996年6月20日 手のぬくもりに今目覚めて 視覚障害者・喜多嶋毅
- 1996年6月27日 寝たきりの母と共に32年 浜松市・内山悦子
- 1996年7月4日 ふるさとは遠く青森で自立めざす東京の障害者
- 1996年7月11日 生まれておいでよ安積遊歩40歳・出産の記録
- 1996年7月18日 この子に日本国籍をあるフィリピン女性の訴え
- 1996年7月25日 お地蔵さん 笑った陶芸家・信行真哉
- 1996年9月5日 わしは貫一、あんたはお宮痴ほう老人・365日の演劇活動
- 1996年9月12日 安心できる医療を障害者の訴え
- 1996年9月19日 夏、自立の旅障害者甲子園の4日間
- 1996年9月26日 言葉にならない思いをたくして失語症の医師の阿波踊り
- 1996年10月3日 人生の主人公になりたい アメリカ・知的障害者の自立運動 第1回 ピープル・ファーストとは何か
- 1996年10月10日 人生の主人公になりたい アメリカ・知的障害者の自立運動 第2回 日米交流から何を学ぶのか
- 1996年10月17日 仮設住宅の一人暮しを支えて コリアボランティア協会の人々
- 1996年10月24日 患者を患者の家で診る ある往診専門医の試み
- 1996年10月31日 お母さん、もう殴らないで 児童虐待防止への模索
- 1996年11月7日 ＂縄文笛＂は生命の響き 視覚障害の音楽家・柴田毅
- 1996年11月14日 明人さんからの贈り物 白血病患者の闘病の軌跡
- 1996年11月21日 一期一字の書書家をめざす 植村浩子
- 1996年11月28日 老後の安心を支えるために 福岡・芦屋町のホームヘルパー達
- 1996年12月5日 いのち輝け 植物状態の子どもと家族の日々
- 1996年12月12日老いても家で生活したい 地域で支える在宅介護
- 1996年12月19日 在日外国人・日本でともに暮らしたい
- 1996年12月26日 障害者が地域で生きるために
- 1997年1月9日 同じ屋根の下で暮らしたい ある高齢者施設の試み
- 1997年1月16日 喫茶店＂きじむなあ＂の人々
- 1997年1月23日 心の扉を探して 拒食症と闘った女性画家
- 1997年1月30日 生きる希望を詩と絵にこめて 1 NHKハート展
- 1997年2月6日 生きる希望を詩と絵にこめて 2 NHKハート展
- 1997年2月13日 恋愛のように介護をしたい ホームヘルパー道子さんの実験
- 1997年2月20日 めざせ就職! 箕面市障害者雇用支援センターの一期生たち
- 1997年2月27日 こころの絵・こころの対話 画家と精神障害者
- 1997年3月6日 癒しを求めて 家族に虐げられた過去

### 1997年度
- 1997年4月10日 いつまでも＂家族＂と高齢者の共同生活・9年目の春
- 1997年4月17日 長野パラリンピックにかける青春
- 1997年4月24日 あなたの悩みを打ち明けて 心を癒すインターネット
- 1997年5月1日 この島に生きて　らい予防法廃止から一年
- 1997年5月8日 私の手足になってほしい 障害者を支える介助犬
- 1997年5月15日 二人の島旅 重度障害の娘と作家の母
- 1997年5月22日 響け 命の歌声 あるオペラ歌手のガン闘病記
- 1997年5月29日 土が香る、風に触れる障害者の家＂むつぼし＂
- 1997年6月5日 老いの苦悩を救いたい 僧侶兼医師の夫婦の試み
- 1997年6月12日 心の病　見つめて 精神障害者のグループホーム
- 1997年6月19日 わが子と向かい合いたい 自閉症の息子との日々
- 1997年6月26日 ＂ドヤ＂生活に心の居場所を 東京＂山谷＂の高齢者たち
- 1997年7月3日 パンドラの箱 重度障害の俳人・喜多野雅博
- 1997年7月10日 FMスタジオに集まれ 電波で発信・障害者の思い
- 1997年7月17日 赤い手帳が＂青春＂をくれた
- 1997年7月24日 娘からもらったメッセージ 難病と向きあう家族の記録
- 1997年7月31日 家族が支えた挑戦
- 1997年9月4日 人生は自分で選びたい 脳性マヒの青年・自立への試み
- 1997年9月11日 地域で暮らしたい 重度障害者と歩む家族
- 1997年9月25日 ゆっくり、勉強 学校嫌いと学ぶ喜び
- 1997年10月2日 遠く離れた息子へ母と子、40年の絆
- 1997年10月9日 いま、この輝きを娘に 車いすからのメッセージ
- 1997年10月16日 新しい村づくりへの挑戦 宮城まり子
- 1997年10月23日 祖国に”息子”を迎えたけれど 日系フィリピン三世の出稼ぎ
- 1997年10月30日 家族で暮らしたい 蓮尾さん一家の歩み
- 1997年11月6日 子供たちの居場所づくりを スクールソーシャルワーカー 山下英三郎さん
- 1997年11月13日 痴ほう老人を支えたい 主婦が作ったデイサービス施設
- 1997年11月20日 心にとどく歌を 障害を超えて・歌手に挑戦
- 1997年11月27日 まばたきでつづった百万字
- 1997年12月4日 新しい暮らし方を探して
- 1997年12月18日 心を癒すために
- 1997年12月25日 豊かな社会の片隅で
- 1998年1月8日 娘と一緒に走りたい 車いすレースに挑む家族
- 1998年1月15日 生活を支えつづけて 神戸・仮設住宅3年目の冬
- 1998年1月22日 あなたの老いを詩につづる 痴ほう症の夫との日々
- 1998年1月29日 生きる希望を詩に込めて 1 NHKハート展
- 1998年2月5日 生きる希望を詩に込めて 2 NHKハート展
- 1998年2月12日 家族ある限り フィリピン花嫁の選択
- 1998年2月19日 話してください あなたの心　対話が癒す孤独
- 1998年2月26日 地域で老いを支える 主婦が作った託老所

### 1998年度
- 1998年4月9日 長野パラリンピック 1 アイススレッジにかけた青春
- 1998年4月16日 長野パラリンピック 2 チェアスキーヤー 最後の挑戦
- 1998年4月23日 失われた言葉を求めて 失語症との長いたたかい
- 1998年4月30日 老親を故郷に残して 長距離介護に揺れる家族たち
- 1998年5月7日 よみがえる食の記憶 島根県松江市
- 1998年5月14日 牧場に夢を追い続け 岩手・いきいき牧場
- 1998年5月21日 中国残留孤児・高齢化の波の中で 大阪・高槻市
- 1998年5月28日 みっちゃんの空 ろう学校新入生の詩集
- 1998年6月4日 パソコンで人生を切り開く 障害者在宅就労への挑戦
- 1998年6月11日 孤独死をなくしたい 京都・西陣　ある医師の取り組み
- 1998年6月18日 家族の絆で作るコロッケ ダウン症のしんすけの店
- 1998年7月2日  僕たちは野武士だ 障害者野球チーム奮戦記
- 1998年7月9日 支え合う＂現代病＂の患者たち 化学物質過敏症
- 1998年7月16日 みんな一つ屋根の下 痴ほう老人のグループホーム
- 1998年7月23日 地域で暮らす
- 1998年7月30日 自立を支える
- 1998年9月3日 さがしつづける家族の絆 老人ホーム＂旭ヶ丘の家＂
- 1998年9月10日 福祉は究極のサービス業 大阪・ド根性社長は筋ジストロフィー
- 1998年9月17日 新しい＂自分＂を探して 中途障害者作業所・ヒューマンに集う人々
- 1998年9月24日 くらしやすい施設をめざして 吉野川育成園のとりくみ
- 1998年10月1日 はじめての一人旅 ある脳性マヒ青年の挑戦
- 1998年10月8日 私のリハビリ奮闘記 落語家・林家かん平
- 1998年10月15日 ありのままに生きたい 脳性マヒ者・横田弘　半生を語る
- 1998年10月22日 なめんじゃねえぞ ＂子育てカウンセラー＂は元暴走族
- 1998年10月29日 神さまがくれた音 盲目のピアニスト・礒村靖幸
- 1998年11月5日 死を見つめて生きる 生命科学者・柳澤桂子の世界
- 1998年11月12日 子どもの命に国境はない 在日外国人・母子保健の課題
- 1998年11月19日 80歳の中学生 大阪・天王寺中学校夜間学級
- 1998年11月26日 世界一の泳ぎをふたたび 車イス・スイマー　成田真由美の挑戦
- 1998年12月3日 キム・ジョンソンのゴール 在日朝鮮蹴球団ある選手の記録
- 1999年1月14日 震災が変えた靴作り 障害者のための靴職人　中井松幸さん
- 1999年1月21日 左足だけのシュプール
- 1999年1月28日 デイビッドの触れたニッポン
- 1999年2月4日 いのちつむぐ友よ ガンと向き合う心の軌跡
- 1999年2月11日 心に心を寄せて 1 第5回NHKハート展から
- 1999年2月18日 心に心を寄せて 2 第5回NHKハート展から
- 1999年2月25日 あなたに会えてよかった 佐賀県立病院・緩和ケア病棟

## 関連番組
- 社会福祉の時間
- 福祉の時代
- 社会福祉セミナー
- ハートネットTV